# Bunohyrax
Bunohyrax és un gènere extint de damans de la família dels pliohiràcids (o, segons altres classificacions, dels geniohíids) que visqueren a Àfrica des de l'Eocè inferior fins a l'Oligocè superior, fa entre 23 i 56 milions d'anys. Se n'han trobat restes a Algèria, Egipte i Etiòpia. Les espècies que integren aquest gènere mostren una considerable variació de mida. Les dents molars inferiors presentaven un solc profund amb forma de ve baixa entre les cúspides linguals i les bucals. Eren brostejadors omnívors. El nom genèric Bunohyrax significa ‘Hyrax dels turons' o, menys literalment, ‘Hyrax bunodont’.